# First Division 1906/1907
Devatenáctý ročník First Division (1. anglické fotbalové ligy) se konal od 1. září 1906 do 27. dubna 1907.
Sezonu vyhrál podruhé ve své historii Newcastle. Nejlepším střelcem se stal hráč Evertonu Alexander Young, který vstřelil 28 branek.